# Spanair
Spanair S.A. war eine spanische Fluggesellschaft mit Sitz in L’Hospitalet de Llobregat und Basis auf dem Flughafen Barcelona-El Prat sowie Mitglied der Luftfahrtallianz Star Alliance. Sie hat Ende Januar 2012 den Flugbetrieb eingestellt und ging in die Insolvenz.

## Geschichte

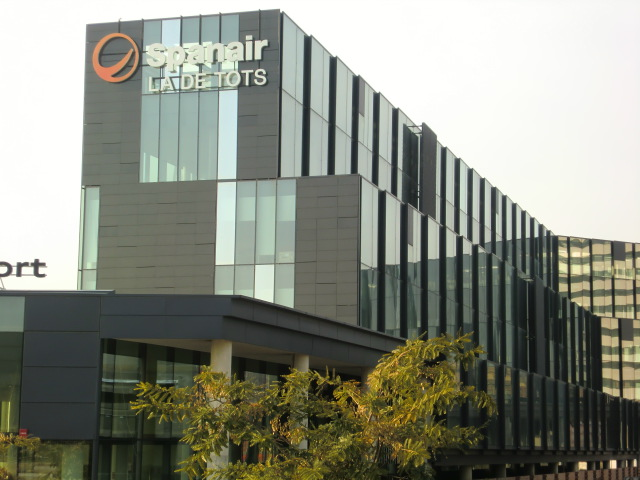
Der Hauptsitz von Spanair

Das Logo der Spanair von 1995 bis 2009

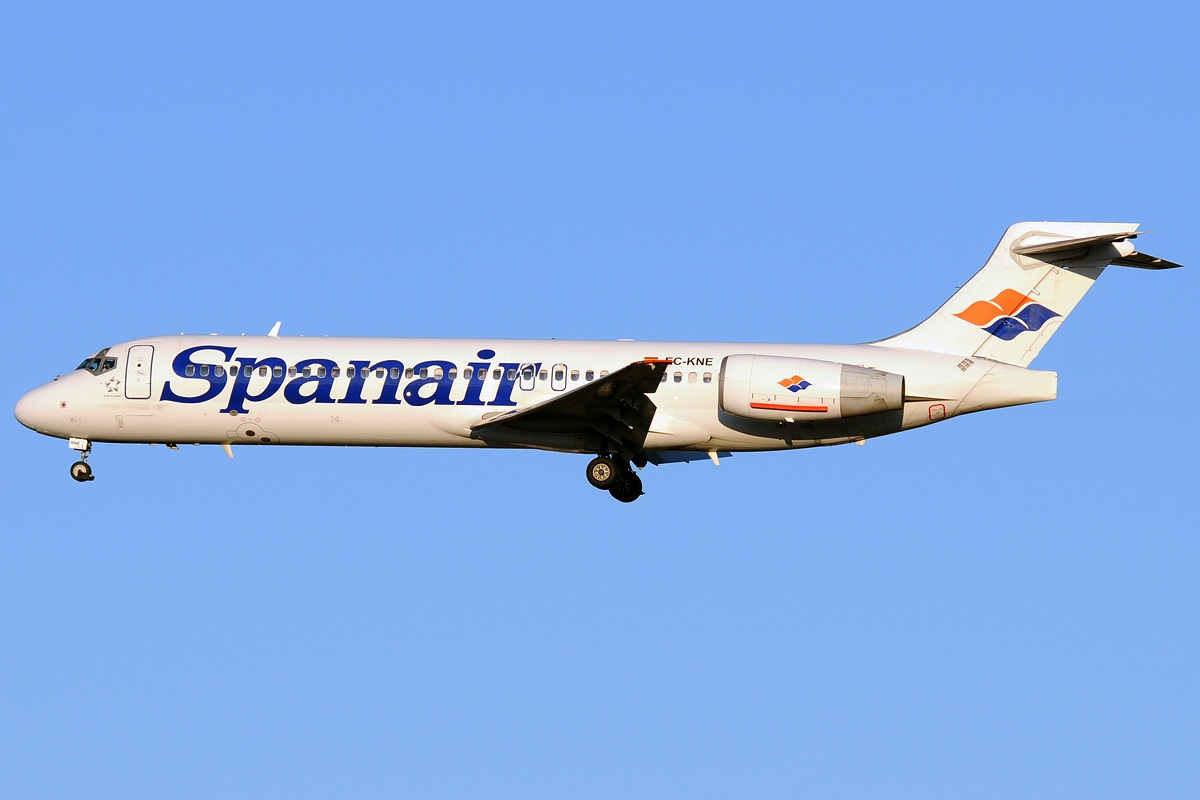
Eine Boeing 717 der Spanair, Madrid 2009

Spanair wurde im Dezember 1986 gegründet und führte ab März 1988 ihre ersten Flüge zunächst als reine Charterfluggesellschaft durch. Ab 1994 wurden auch reguläre Linienflüge angeboten. 
Zwischen November 1997 und März 2002 bot Spanair auch interkontinentale Linienflüge nach Lateinamerika und in die USA an, die mit Boeing 767-300ER durchgeführt wurden und unter anderem nach Rio de Janeiro und Havanna führten. Seit 2002 wurden Langstrecken jedoch nicht mehr von Spanair selbst, sondern ausschließlich im Codesharing von anderen Fluggesellschaften ausgeführt.
Seit April 2003 war Spanair Mitglied der internationalen Luftfahrtallianz Star Alliance, zu der beispielsweise auch Lufthansa und Thai Airways gehört. Im Mai 2003 erhielt Spanair erstmals das Sicherheitszertifikat IOSA der IATA, das seither dreimal erneuert wurde.
Im Juni und September 2007 erweiterte Spanair die Flotte um insgesamt vier Boeing 717-200, die zum Frühjahr 2011 wiederum an Blue1 abgegeben wurden. Im November desselben Jahres wurde eine Lounge am Flughafen Madrid-Barajas eröffnet.
Am 16. Juli 2008 kündigte die Linie ein radikales Sparprogramm an. Wegen der wachsenden Konkurrenz, vor allem aber wegen der steigenden Treibstoffpreise, hat Spanair 1100 von 3800 Stellen abgebaut und neun Strecken aus dem Flugplan gestrichen.
Am 31. Januar 2009 wurde bekannt, dass die SAS Group 80,1 % der Anteile an ein Konsortium verkauft hat. Die SAS Group hielt weiterhin eine Minderheitsbeteiligung von 19,9 %. Als Kaufpreis wurde ein symbolischer Preis von einem Euro vereinbart. Die SAS übernahm darüber hinaus die Schulden von fast 500 Mio. €. Dem Käufer-Konsortium gehören neben der Regionalregierung Kataloniens und der Stadt Barcelona auch mehrere private Investoren an. Im Mai 2009 bezog Spanair zusammen mit weiteren Gesellschaften das neue Terminal 1 auf dem Flughafen Barcelona und eröffnete dort ihre dritte Lounge.
Im Dezember 2011 kündigte Qatar Airways an, für 116 Millionen Euro einen Anteil von 49 % an Spanair übernehmen zu wollen. Im selben Jahr wurde das bisherige Vielfliegerprogramm Spanair Plus durch SpanairStar ersetzt.
Am 27. Januar 2012 stellte Spanair den Flugbetrieb kurzfristig ein, nachdem zuvor Verhandlungen über finanzielle Investitionen mit Qatar Airways und der katalanischen Regierung gescheitert waren. Drei Tage später beantragte Spanair schließlich Insolvenz.

## Flugziele
Spanair bediente zahlreiche Ziele innerhalb Spaniens wie beispielsweise Alicante, Granada, Madrid, Sevilla und Valencia und flog darüber hinaus auch einige Ziele in Europa und Nordafrika an, darunter Stockholm und Algier. Im deutschen Sprachraum bediente Spanair im Winter 2011 Frankfurt am Main, Hamburg und München. 

### Codesharing
Des Weiteren unterhielt Spanair Codeshare-Abkommen mit mehreren anderen Fluggesellschaften, darunter Air Comet und seit Januar 2010 auch mit Brussels Airlines, Lufthansa, Egyptair und Turkish Airlines.

## Flotte

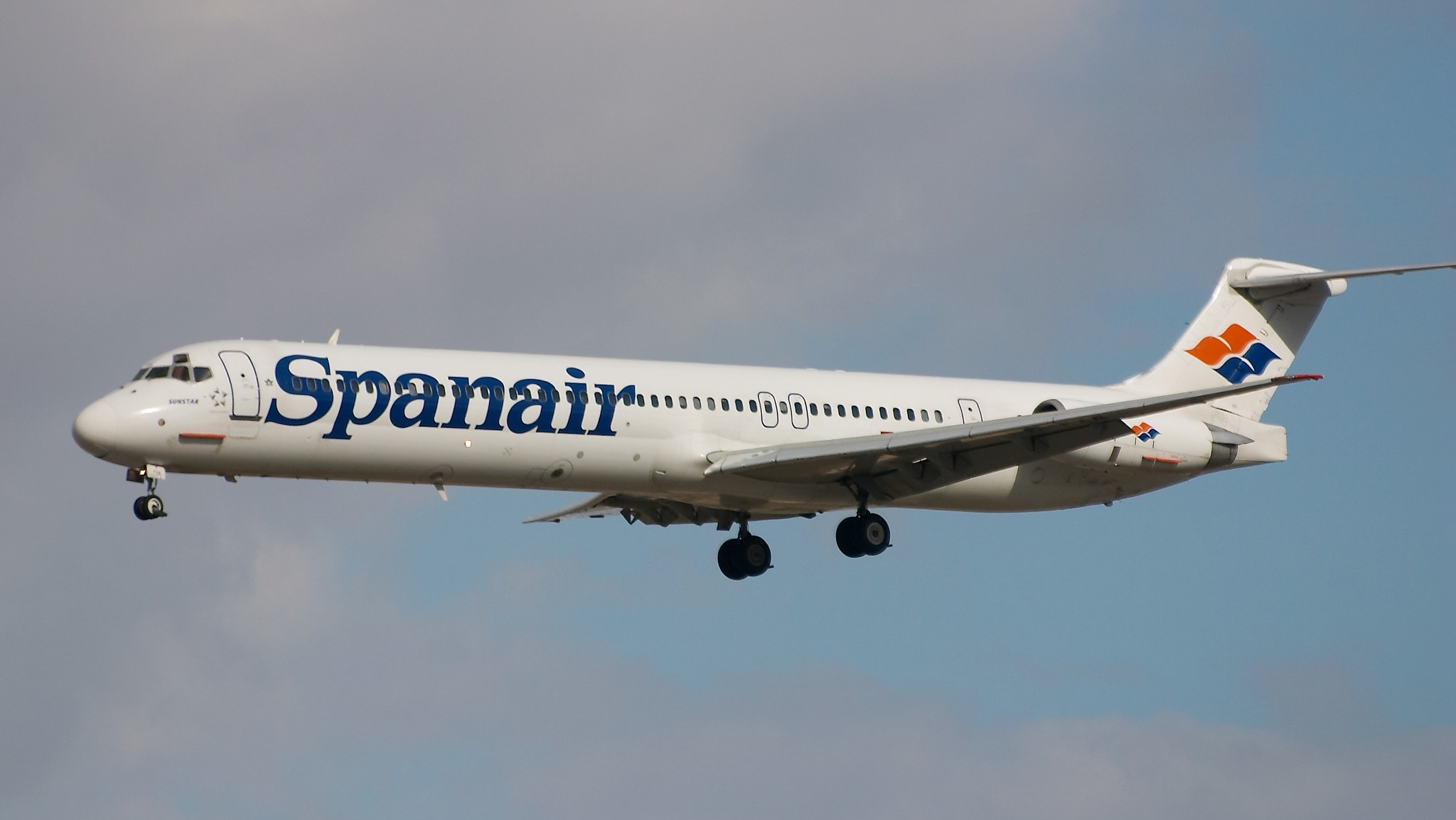
Eine McDonnell Douglas DC-9-83/MD-83 der Spanair in älterer Bemalung

Mit Stand Oktober 2011 bestand die Flotte der Spanair aus 29 Flugzeugen mit einem Durchschnittsalter von 12,1 Jahren:
| Flugzeugtyp                     | aktiv | bestellt | Anmerkungen                                                 | Sitzplätze |
| ------------------------------- | ----- | -------- | ----------------------------------------------------------- | ---------- |
| Airbus A320-200                 | 19    |          |                                                             | 156-180    |
| Airbus A321-200                 | 05    |          |                                                             | 212        |
| McDonnell Douglas DC-9-82/MD-82 | 01    |          | sollte bis Anfang 2012 ausgemustert werden                  | 153        |
| McDonnell Douglas DC-9-83/MD-83 | 03    |          | sollten bis Anfang 2012 ausgemustert werden                 | 170        |
| McDonnell Douglas DC-9-87/MD-87 | 01    |          | geleast von SAS; sollte bis Anfang 2012 ausgemustert werden | 109        |
| Gesamt                          | 29    | –        |                                                             |            |

## Zwischenfälle
Spanair verzeichnet in ihrer Geschichte einen Unfall mit Todesopfern:
Am 20. August 2008 verunglückte auf dem Flughafen Madrid-Barajas die McDonnell Douglas DC-9-82 der Spanair mit dem Luftfahrzeugkennzeichen EC-HFP. Die Maschine mit dem Ziel Gran Canaria stürzte kurz nach dem Start von der Startbahn 36L aufgrund einer Fehlbedienung der Auftriebshilfen durch die Piloten aus einer Höhe von 40 Fuß (12 Meter) ab, zerschellte und ging in Flammen auf. Von 172 Menschen an Bord kamen 154 ums Leben (siehe auch Spanair-Flug 5022).